# 宇都宮頼子
宇都宮 頼子（うつのみや よりこ）は日本のデザイナー、社会活動家。一般社団法人とよのていねい代表理事。EXPO酒場 豊能店 現場監督。

## 来歴
大阪府豊能町出身。若い頃に豊能町に退屈を感じ離れていたが、育児をきっかけにUターンをした。
2016年8月、夫婦で「とよのていねい」と名付けたウェブマガジンを開設。2020年9月18日には一般社団法人として、ウェブマガジンの運営に加え、豊能町のまちづくりや地域の活性化事業も統括した。観光地や特産物が豊富な市や町と比べても負けてしまう豊能町でも、地域の人たちに町の魅力をPRして行けば、最終的に広範囲で地域おこしが始まると考え活動している。
2022年には、地域の食をマップ化させた「ここら編集局」を立ち上げたとして、相澤由依氏と共に取材に答えた。「ここら編集局」の名前の由来は、「ここら辺」と「編集局」を合わせた造語であることを明かし、併せて「ここら辺」と曖昧にしているのは、行政区を越えた地域を対象にしているとも話した。2023年には、兵庫県のモルックドームにて、インド映画『RRR』の「ナートゥダンス」を体感するイベント『ナートゥ・フェス』を開催。同年、同じくモルックドームにて、「インド映画音楽と盆踊りが出会った...」をコンセプトとし、インド映画の音楽で盆踊りを踊るフェスを開催。

## 著書
- おなじといっしょ（Hatena Blog、2015年 - ） - 育児漫画を連載。
- チーム・ジャーニー 逆境を越える、変化に強いチームをつくりあげるまで（翔泳社、2020年） - 挿絵を担当。

## 人物
- 飲食店をめぐることが趣味[5]。
- 高齢者へのスマホ講座の開催とともに週末にはスマホ操作に関する市民からの相談にも対応している[2]。
- 毎週火曜日と土曜日には野菜市を開催していた[8]。
- トヨノノレポーター[8]。